# Lâu đài Forchtenstein
Lâu đài Forchtenstein (tiếng Đức: Burg Forchtenstein; tiếng Hungary: Fraknó vára; tiếng Croatia: Fortnavski grad) là một lâu đài được xây dựng vào cuối thời Trung cổ gần khu đô thị của Forchtenstein ở miền bắc Burgenland, Áo. Lâu đài nằm ở phía nam của thị trấn Mattersburg trên thung lũng Wulka.

## Lich sử
Phần đầu tiên của lâu đài với độ cao 50 mét được xây dựng vào đầu thế kỷ 15 bởi các lãnh chúa Mattersburg. Lâu đài có tòa tháp, được gọi là "tháp đen" mặc dù đá đen đã được tước bỏ. Tháp chứa 40 chân hố sâu được sử dụng như là nhà tù cho những người bị kết án tử.
Khoảng năm 1450 các chúa của Forchtenstein chết dần chết mòn do thiếu người thừa kế nam và lâu đài đã được chuyển qua cho các nhà Habsburg, vốn sở hữu nó trong 170 năm.
Năm 1622, Nikolaus Esterhazy người sáng lập dòng họ Esterhazy đã nhận được lâu đài từ Hoàng đế Ferdinand II và Esterhazy đã trở thành một bá tước. Nikolaus bắt đầu củng cố tòa lâu đài đổ nát và tân trang lại nó với Simon Retacco 1630-1634 và với Domenico Carlone từ 1643. Họ bắt đầu xây dựng lâu đài với sự trợ giúp của Ambrosius Petruzzy, Pietro Maino Maderno, và Mathias Lorentisch.
Trong nửa cuối thế kỷ 17, Paul Esterhazy tiếp tục mở rộng và trang trí lâu đài với kiến trúc sư Domenico Carlone. Sau cái chết của Paul chức năng của lâu đài thay đổi. Nó đã trở thành một kho lưu trữ vũ khí. Vào nửa cuối của thế kỷ 18 lâu đài được mở rộng bởi nhà xây dựng bậc thầy Ferdinand Mödlhammer. Trong suốt quá trình này, mái nhà được nâng lên và nội thất được cải tạo lại.
Kho báu vẫn chưa được khám phá và còn nguyên vẹn trong suốt Thế chiến II. Ngày nay lâu đài vẫn thuộc sở hữu của dòng họ Esterhazy.